# Plaza de Armas de Ayacucho

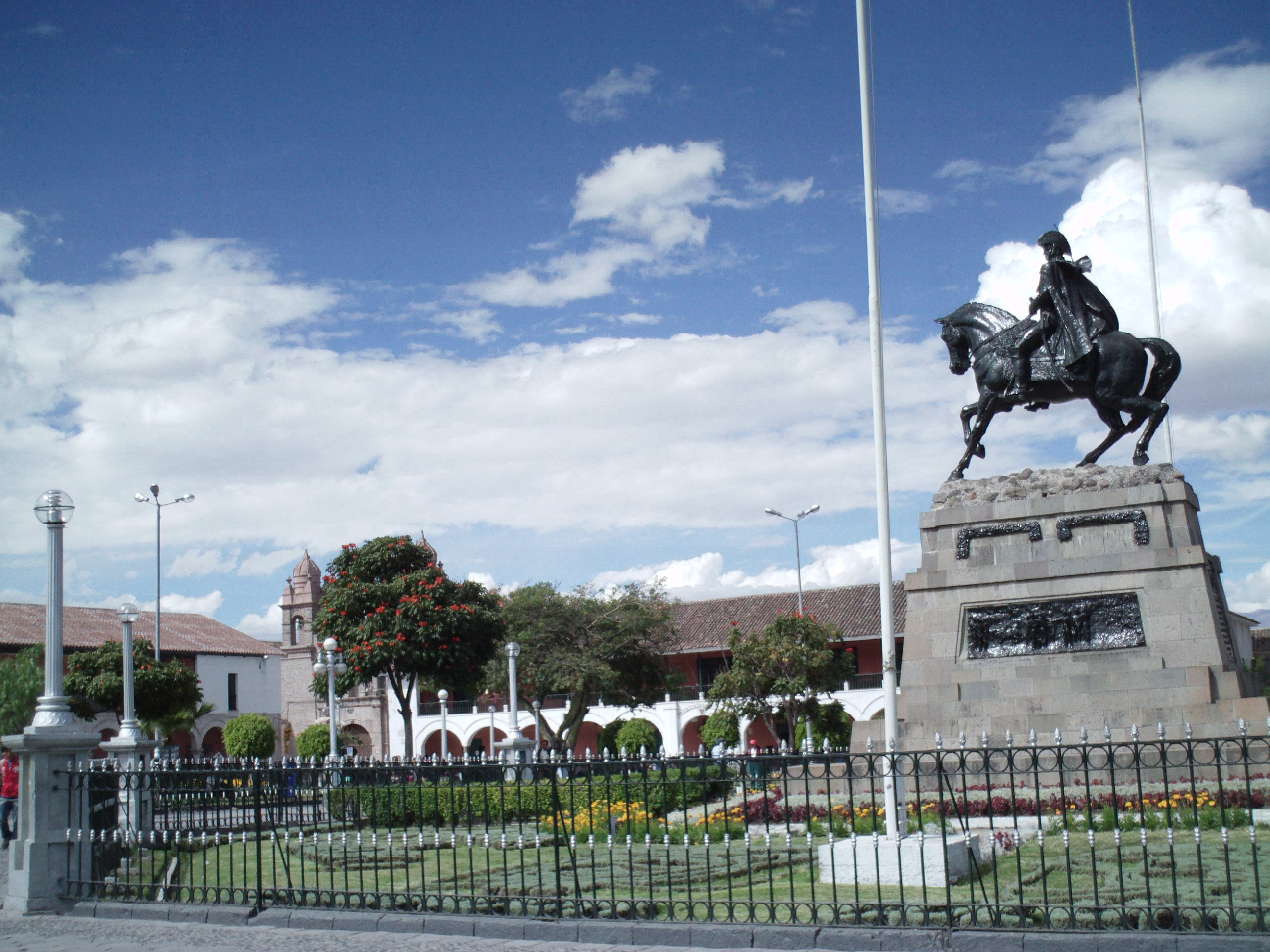
Monumento al mariscal Sucre en la plaza de Armas de Ayacucho.

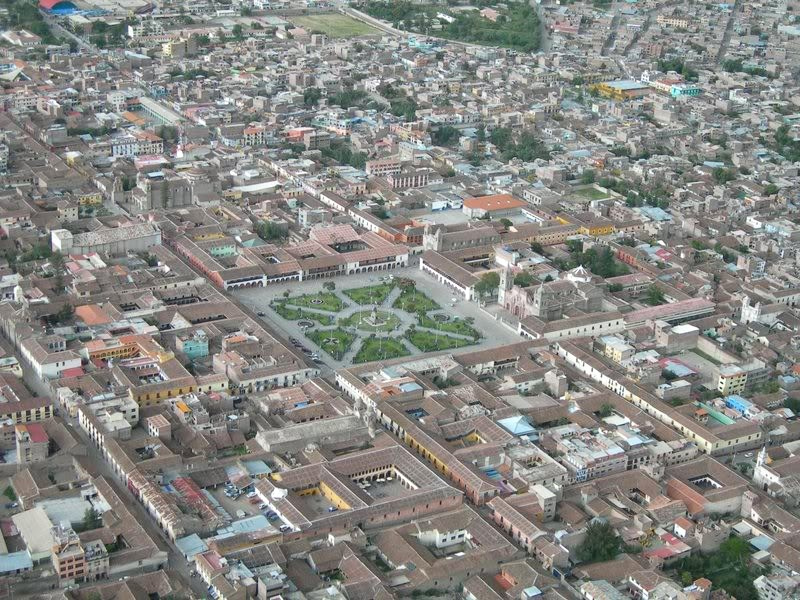

La plaza de Armas, llamada informalmente plaza de Sucre por la estatua erigida en ella, es la principal plaza pública y lugar fundacional de la ciudad peruana de Ayacucho.

## Información general
La plaza de Armas se encuentra rodeada por el portal Unión, el portal Constitución, el portal Independencia y el portal Municipalidad. Está rodeada de edificios que en su mayoría datan de los siglos XVI y XVII. Es la plaza más grande y con monumentos de gran valor histórico y arquitectónico del Perú. Tiene un nivel de armonía que une a todos sus componentes y está hecha en el estilo de las plazas de España, tales como las de Mérida y Trujillo. 
Los edificios que rodean la plaza son verdaderas obras de arquitectura barroca; con arcos de piedra y techos de barro rojo que son de colores desde cualquier ángulo. Es la única en el Perú con los portales que consisten en columnas y arcos de piedra, en los cuatro lados. El lado este tiene dieciséis arcos, mientras que el lado sur tiene treinta y dos, el lado oeste tiene treinta y el norte tiene treinta y tres. 
El perímetro de la plaza está formado por casas hechas de piedra blanca, que sirven como sede de importantes instituciones como el Ayuntamiento, la Catedral, la Prefectura, la Corte Superior y las instalaciones de la Universidad San Cristóbal de Huamanga. 
El monumento que se encuentra en el centro de la plaza fue erigido en honor al gran mariscal de Ayacucho, Antonio José de Sucre, que está rodeado por los escudos de armas de los países bolivarianos. En los años noventa, fue remodelado con la adición de dos fuentes de agua en los lados este y oeste.

## Iglesias y conventos
La ciudad de Ayacucho tiene treinta y tres iglesias católicas, lo que hace que sea un destino religioso muy interesante para los cristianos. Cada uno de esos templos (el más antiguo fue construido en 1540) tiene una reliquia, obra de arte o una leyenda. El templo de Santo Domingo, construido en 1548 y la iglesia de San Francisco de Paula, construida en 1713, muestran la evolución del estilo de sus constructores. El templo de Santo Domingo cuenta con arcos románicos y bizantinos. La iglesia de San Francisco de Asís tiene fachadas grecorromanos con imágenes en relieve. El templo Compañía de Jesús tiene interiores barrocos.

## El entorno
| Lado norte |                            |  |  |           |
| Lado oeste |                            |  |  | Lado este |
|            |                            |  |  |           |
|            | Plaza de Armas de Ayacucho |  |  |           |
|            |                            |  |  |           |
|            |                            |  |  |           |
| Lado sur   |                            |  |  |           |